# Kayserispor
Bellona Kayserispor Kulübü is een professionele voetbalclub uit de Turkse stad Kayseri. De clubkleuren zijn rood-geel en de club speelt zijn wedstrijden in het in 2009 geopende Kayseri Kadir Hasstadion, ook wel het RHG Enertürk Enerji Stadion genoemd vanwege een sponsordeal van de club met een voorloper op het gebied van groene energie. De aartsrivaal van Kayserispor is Sivasspor uit de naburig gelegen provincie Sivas.

## Geschiedenis

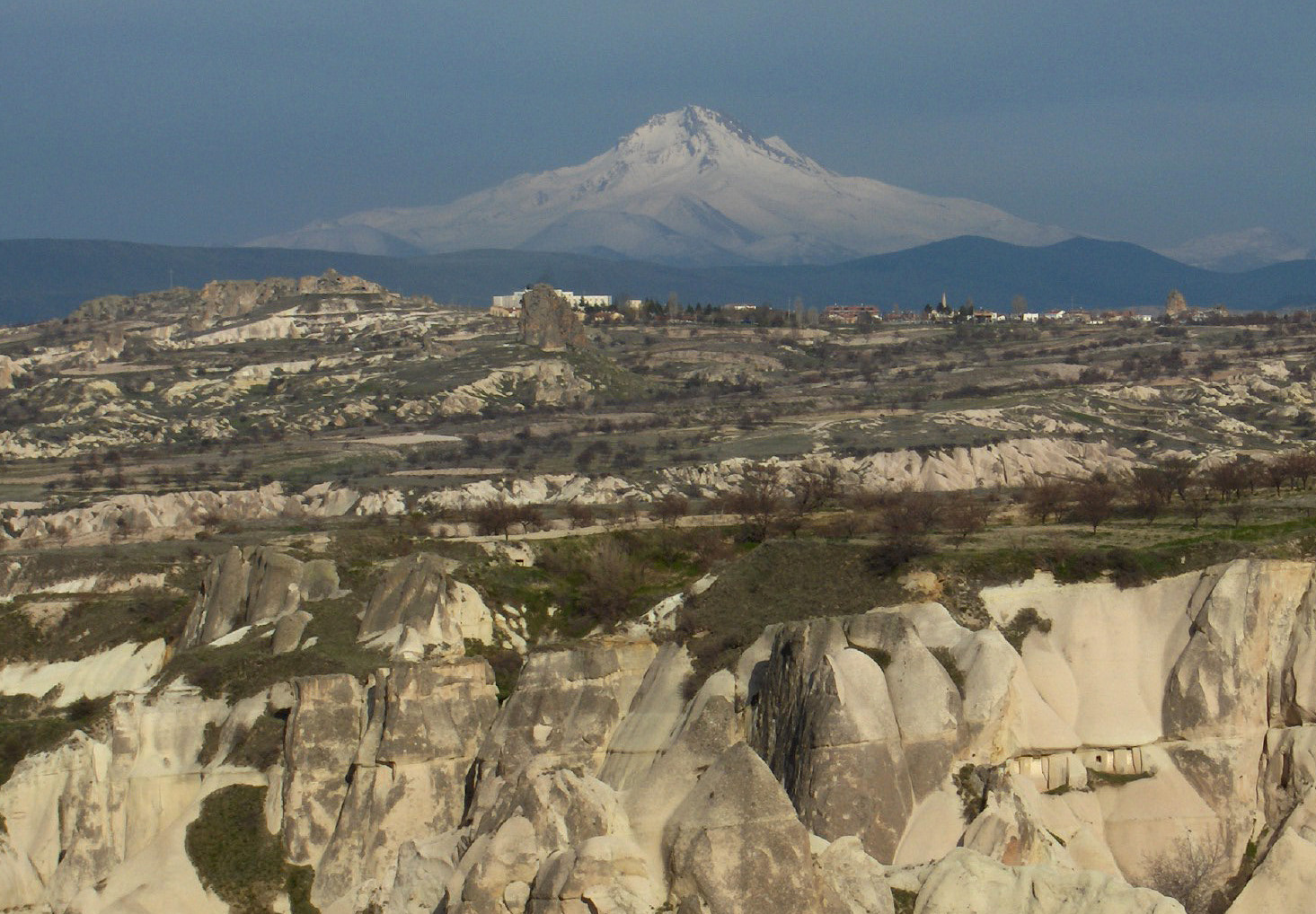
De Erciyes-berg waar het clublogo aan is ontleend, gezien vanuit Cappadocië. Er zijn wintersportfaciliteiten op de berg die bereikbaar zijn vanuit Kayseri.

Kayseri ligt in Centraal-Anatolië.

### Ontstaansgeschiedenis
Burgemeester Osman Kavuncu en premier Adnan Menderes spraken de gedachte uit dat er één club moest zijn die de stad zou vertegenwoordigen. Met de bouw van het Kayseri Atatürkstadion was er al een stadion beschikbaar. Pas onder het bewind van bondsvoorzitter Orhan Şefik Apak werd er in 1965 een campagne gelanceerd om voetbal over heel Turkije te promoten. 
De fusie tussen Erciyesspor, Sanayispor en Orta-Anadoluspor leidde op 1 juli 1966 tot de oprichting van het huidige Kayserispor. Als logo diende de berg Erciyes tegen een blauwe achtergrond met daaronder geel en rode kleuren, overgenomen van het in de fusie opgegane Erciyesspor, die later opnieuw opgericht zou worden als jeugdopleiding voor Kayserispor.

### Oprichters
| - İsmet Askeram - Alpay Aktan - İbrahim Bamyacıoğlu - Mehmet Ali Berkman - Hüseyin Birkan - Şaban Cenkçi | - Mehmet Çetinkayalı - Aydemir Doğan - Samim Gavremoğlu - Rıfat Gönen - Seyfi Gözübüyük - Rauf Işıldar | - Naci İmamoğlu - Hayri Karahisarlı - Osman Kavuncu - Saadettin Kızıklı - Mehmet Özateş | - Mücait Pekçetinkaya - İhsan Sahil - Necdet Soner - Ercüment Vanoğlu - Haşmet Yıldız |

### Pieken en dalen
Kayserispor begon de professionele competitie in het seizoen 1966–67 in de tweede Turkse divisie. Erdoğan Gürhan was de eerste trainer van de club die voor een bedrag van 1500 TL werd vastgelegd. In het eerste seizoen nam Kayserispor deel in de rode groep. Yener tekende in de 17e minuut tegen Ankara Toprakspor voor het allereerste doelpunt in de geschiedenis van Kayserispor. De club eindigde dat jaar met 9 gewonnen, 9 gelijkgespeelde en 12 verloren duels in 30 wedstrijden op een 9e plaats. Kayserispor had 21 keer het net weten te vinden en incasseerde 33 keer.
In het seizoen 1972-73 werd Kayserispor in de tweede Turkse divisie vóór Trabzonspor kampioen en promoveerde voor het eerst in haar geschiedenis naar de Süper Lig dat toen nog 1.Lig werd genoemd. Na twee seizoenen volgde in 1974-75 degradatie. Trainer Tamer Kaptan wist zijn manschappen, na de bestudering van het Totaalvoetbal van het Oranje van Cruijff, naar sportief geluk te leiden. In het seizoen 1978-79 wist de club andermaal naar het hoogste niveau te promoveren met een recordaantal van 66 doelpunten voor. Slechts het FC Liverpool van Bob Paisley moest in Europa dat seizoen voor worden geduld. Dit succes kon geen verdere vervolg worden gegeven en de club daalde af na slechts één seizoen. In 1984-85 werd alsnog promotie naar de hoogste afdeling afgedwongen, maar het verblijf duurde slechts één seizoen. Zwarte dagen braken aan en de club degradeerde in 1989-90 naar het derde niveau, nadat de selectie van het voorgaande jaar grotendeels was veranderd. Terwijl in 1988-89 nog een zevende plaats werd behaald. Onder voorzitter Niyazi Bahçecioğlu wist Kayserispor in het seizoen 1990-91 kampioen te worden en verwierf het recht om weer op het tweede niveau te acteren. Trainer Nevzat Güzelırmak en zijn ploeg wisten voor de vierde maal in de historie promotie te bewerkstelligen door kampioen te worden in 1992. Na drie succesvolle jaren in de middenmoot volgde in het seizoen 1995-96 nogmaals degradatie. Trainer Samet Aybaba wist het team gelijk het volgende seizoen hoger te brengen, om in het seizoen 1997-98 op doelsaldo voor de vijfde keer af te dalen. Sombere dagen stonden Kayserispor en de stad te wachten. In die tijd promoveerde de tweede club van de stad Kayseri Erciyesspor, ook naar het het tweede niveau. Het seizoen 2003-2004 werd Kayseri Erciyesspor hierin tweede, waardoor deze voor het eerst in de geschiedenis naar de hoogste divisie van het land zou promoveren. Kayserispor werd zesde en slaagde er dus opnieuw niet in om te promoveren. Er waren inmiddels bijna 7 jaren verstreken.
Beide clubs veranderden echter op 9 juli 2004 van plek. Kayseri Erciyesspor, die dat seizoen als tweede eindigde gaf haar plek en rechten over aan Kayserispor en vice versa. Hierdoor kon Kayserispor ondanks de behaalde zesde plaats vanaf de zomer van 2004 weer in de Süper Lig spelen. Recep Mamur trad aan als voorzitter. Het eerste seizoen werd de club 14de. In het seizoen 2005-06 werd onder leiding van hoofdcoach Ertuğrul Sağlam het tot die tijd beste competitieresultaat behaald: na lang derde te hebben gestaan werden ze uiteindelijk vijfde. De goede prestaties werden ook weerspiegeld in de topscorerslijst. Gökhan Ünal was met 25 treffers uit 32 duels bijzonder trefzeker en kroonde zich als eerste Kayserispor speler tot topscorer van de Süper Lig.
De vijfde plaats verzekerde een deelname aan de Intertoto Cup. Zo behaalde men als eerste Turkse voetbalclub de UEFA Cup via de Intertoto Cup. In het seizoen 2007-08 nam Tolunay Kafkas de stok over van Sağlam. Dit bleek een gouden greep. In het jaar 2008 behaalde Kayserispor haar grootste succes in de clubhistorie door de Turkse beker na penalty's 11-10 te winnen, ten koste van Gençlerbirliği.
In datzelfde jaar was landskampioen Galatasaray in de strijd voor de Turkse Super Cup iets te sterk (1-2). De laatste voetbaljaargang onder Kafkas was met een achtste plaats teleurstellend voor de ambitieuze ploeg. Toch wist Ariza Makukula een aantal van 21 doelpunten uit 29 wedstrijden te scoren om zo de tweede topscoorder namens Kayserispor te leveren.
Het seizoen 2013-14 werd een ware rampjaar. Voorafgaand aan het seizoen leek de ploeg mee te kunnen strijden voor een Europese ticket, maar door blessures, arbitrale dwalingen en een gebrek aan creativiteit voorin volgde een onthutsende optreden waardoor degradatie het gevolg was. Een jaar later keerde de club na het kampioenschap in de TFF 1. Lig weer terug op het hoogste niveau.
Per eind 2019 werd Berna Gözbaşı gekozen tot voorzitster van de club. Zij was hiermee de eerste vrouwelijke voorzitter op het allerhoogste Turkse profniveau.
In het seizoen 2021-22 introduceerde de club haar licht blauwe tenues overeenkomstig maatschappelijk verantwoord ondernemen (MVO). Deze tenues, geïnspireerd door Seltsjoek motieven, met een "Autisme Bewust"-logo werden uitgebracht om aandacht te trekken voor autisme. De club beleefde ditzelfde seizoen een succesvolle bekercampagne door achtereenvolgens Fenerbahçe, Beşiktaş en Trabzonspor uit te schakelen om het in de finale na verlengingen 3-2 af te leggen tegen rivaal Sivasspor.

### Sponsordeals
Kayserispor ondertekende in januari 2019 een 2,5-jarig sponsorcontract met Istikbal Mobilya, waardoor de naam van de club Istikbal Mobilya Kayserispor heette. Vanaf januari 2020 werd de clubnaam Hes Kablo Kayserispor als gevolg van een sponsorcontract. Vanaf het seizoen 2021-22 ging de club met Yukatel in zee. Kayserispor zal gedurende het seizoen 2023-24 verder gaan onder de naam Mondihome Kayserispor. Vanaf het seizoen 2024-25 gaat de club verder onder de naam Bellona Kayserispor.

### Actieve jaren
- Süper Lig: 27 seizoenen

1973–1975, 1979–1980, 1985–1986, 1992–1996, 1997–1998, 2004–2014, 2015–
- TFF 1. Lig: 28 seizoenen

1966–1973, 1975–1979, 1980–1985, 1986–1989, 1991–1992, 1996–1997, 1998–2004, 2014–2015
- TFF 2. Lig: 2 seizoenen

1989–1991

### Stadiontragedie van 1967

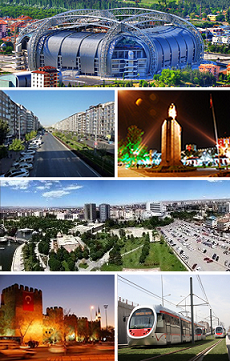
Een impressie van Kayseri

Kayserispor is betrokken geweest bij een van de ergste uitspattingen van supportersgeweld in de Turkse voetbalgeschiedenis, ook wel bekend als "de ramp van het Kayseri stadion van 1967", waarbij 43 mensen om het leven kwamen en 300 gewond raakten. De wedstrijd vond plaats op 17 september 1967 tegen de naburige rivaal Sivasspor. De rood-witten reisden met de trein, 20 minibussen en 40 bussen af naar Kayseri. Voor aanvang van de wedstrijd waren er al ongeregeldheden in de stad en de plaatselijke politie verrichtte enkele arrestaties onder de Sivasspor-fans.
De wedstrijd begon om 16:00 uur voor een publiek van 21.000 fans in het stadion van Kayseri. De problemen begonnen in de 20ste minuut toen Kayserispor voetballer Oktay de 1-0 voor de thuisploeg scoorde. Getuigenverklaringen maakten melding van stenengooiende supporters van Sivasspor, die hun frustraties niet de baas waren en de Kayserispor supporters belaagden. Het incident resulteerde in paniek onder de Kayserispor fans en de daaruit voortvloeiende stormloop leidde tot de verdrukkingsdood van twee kinderen. Als wraakactie bestookten Kayserispor fans de Sivasspor supporters met stenen, stokken en messen. De Sivasspor supporters probeerden te vluchten, maar de uitgangspoort zou naar binnen toe openen en door de stormloop was er geen mogelijkheid om de poort te openen, hetgeen tot een verdrukking leidde waarbij 43 mensen omkwamen en 300 gewonden te betreuren vielen.
Het slechte nieuws bereikte de naburige stad Sivas vrij snel en wraakacties waren het gevolg. Dit keer waren het de in Sivas woonachtige mensen uit Kayseri het slachtoffer. Hun huizen, winkels en auto's werden niet gespaard en volledig vernield en in brand gestoken. De toenmalige regering stuurde de nodige mankracht waardoor de situatie weer onder controle werd gebracht.
Beide clubs kregen een publiekverbod van 17 wedstrijden. Er werd ook een verbod ingesteld tegen uitsupporters voor de komende onderlinge wedstrijd later in het seizoen. Daarbovenop werd er voor 5 jaar een verbod ingelast die beide ploegen ervan weerhield tegen elkaar uit te komen. De verantwoordelijke gouverneur van Kayseri en de politiechef werden ontheven uit hun functie.

## Het "Nederlandse" Kayserispor

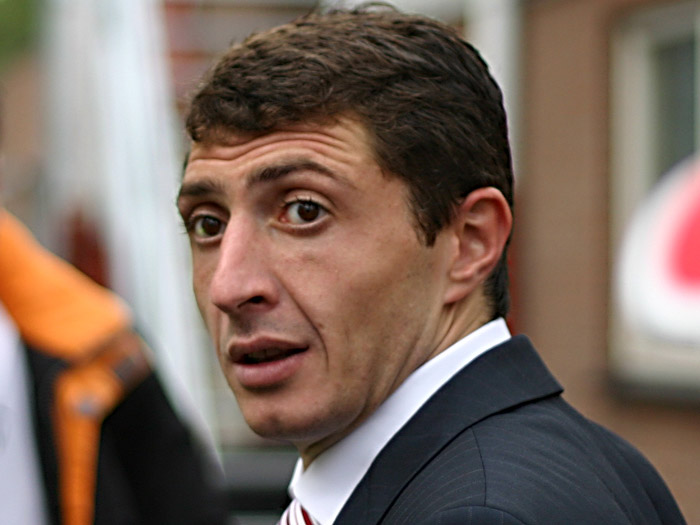
Shota Arveladze

Door de jaren heen hebben veel personen uit het Nederlandse voetbal hun weg gevonden naar Kayserispor. Vanaf mei 2010 stond de club uit Centraal-Anatolië onder de hoede van voormalig Ajacied en AZ'er Sjota Arveladze. Hij tekende voor twee jaar. De Georgiër werd aangetrokken op aanbeveling van ex-ploeggenoot en naar Gaziantepspor vertrekkend Kayserispor-trainer Tolunay Kafkas. Daarnaast speelde het gezamenlijke verleden met technisch directeur Süleyman Hurma bij Trabzonspor een rol. In navolging van Arveladze tekende de Nederlander Gerard van der Lem als assistent-trainer. Het trio werd compleet met Laszlo Jambor, die meer dan een decennium Ajax diende.
In januari 2011 mocht het trio Nordin Amrabat van PSV verwelkomen. In de zomer kwam Engin Bekdemir, een andere ex-PSV'er, over van FC Porto en tekende voor vier jaar. Na het vertrek van Van der Lem versterkte Jan Nederburgh, ex-keeperstrainer van AZ, vanaf het seizoen 2011-2012 de technische staf. In september 2011 verlengde de club het contract van Arveladze met twee jaar tot juni 2014.
Per januari 2012 haalde Kayserispor een andere bekende Nederlander binnen. Dit keer was het Diego Biseswar die het Rotterdamse Feyenoord verruilde voor een Turks avontuur. Hij tekende voor 4,5 jaar.
In juli 2012 kwam Ömer Bayram transfervrij over van NAC Breda. Op verzoek van Arveladze keerde Gerard van der Lem vanaf het seizoen 2012-13 terug bij Kayserispor om de jeugdopleiding te herstructureren.
Oktober 2012 legde de voormalig Georgische spits zijn taken als trainer bij Kayserispor neer. Van der Lem, Jambor en Nederburgh volgden zijn voorbeeld.
Yener Arıca werd in januari 2013 de nieuwste aanwinst uit Nederland. De voormalig Ajacied tekende voor 4,5 jaar.
In juli 2015 verliet Deniz Türüç Go Ahead Eagles om voor drie jaar te tekenen bij Kayserispor.
Yusuf Çekiç is een in 1995 te Almelo geboren voetballer. In 2007 kwam hij bij de jeugd van Genclerbirligi SK. Via Genclerbirligi en Hacettepe vond hij zijn weg naar Kayserispor. Hij ondertekende eind augustus 2015 een contract van twee jaar.
Adnane Tighadouini speelde tot het eind van het seizoen 2015-16 op huurbasis bij Kayserispor. De aanvaller kwam over van Málaga CF.
Vanaf januari 2017 mag Bora Barlas zich een professionele speler van Kayserispor noemen. De in Zutphen geboren middenvelder had in het verleden de overstap gemaakt van FC Zutphen naar de E-tjes van De Graafschap. Hij speelde al sinds 2012 in de jeugd van Kayserispor.
Oud-Ajacied Dejan Meleg maakte op 28 juni 2017 een overstap van FK Vojvodina naar Kayserispor. Hij tekende voor drie jaar.
Voor het seizoen 2018-2019 werd Bilal Başacıkoğlu van Feyenoord aangetrokken. Hij tekende een contract van drie jaar. Enschedeër Tjaronn Chery maakte hetzelfde seizoen op huurbasis de overstap van de China Super League naar Kayserispor.
Ben Rienstra was vanaf augustus 2019 een ander Nederlandse aanwinst, die SC Heerenveen na een jaar inruilde voor de club uit Cappadocië voor een bedrag van circa €500.000. Hij tekende voor twee jaar. Ümran Zambak van de amateurs van HVV Tubantia maakte ook de overstap naar Kayseri in augustus 2019. Na vooral in de onder 19 competitie te hebben gespeeld maakte hij tegen Trabzonspor zijn Süper Lig debuut, nadat hij tegen Bayrampaşa al zijn Turkse Cup debuut had gemaakt.
Eind januari 2021 maakte Kevin Luckassen zijn transfer van FC Viitorul Constanța naar Kayserispor. Hij tekende tot en met medio 2023. Twee jeugdexponenten van het Nederlandse voetbal, Hagenees Kenan Benjamin Dağsoy en Miraç Akdeniz van Kozakken Boys (ex-Feyenoord jeugd), sloten zich begin 2021 aan bij het onder 19-elftal. Zomer 2021 sloot Vitessenaar Bilal Bayazıt zich aan bij de rood-gele club. Op de laatste speeldag van het seizoen 2021-22 maakte voormalig Spartaan Talha Karataş zijn debuut. Kürşat Babamoğlu, afkomstig van Forum Sport, behoorde ook voor het eerst tot de wedstrijdselectie. 
In augustus 2025 streek Stefano Denswil neer bij Kayseri. Hij tekende voor een jaar.

## Stadion
Het RHG Enertürk Enerji Stadion (Kadir Hasstadion) is een multifunctioneel stadion in Kayseri. Het maakt deel uit van een complex van sportlocaties gesitueerd aan de randen van de stad, als onderdeel van het Atatürk Sport Complex. Dit stadion verving het Kayseri Atatürkstadion, dat sinds 1964 in gebruik was. Sinds 8 maart 2009 wordt (werd) het nieuwe stadion gebruikt voor de thuiswedstrijden van Kayserispor (en Kayseri Erciyesspor). Het stadion heeft een capaciteit van 31.856 zitplaatsen en is deels overdekt. Het stadion bevat enkele restaurants, cafés en VIP-ruimtes voor fans. Er zijn twee winkelcentra in de nabijheid en er is parkeergelegenheid voor 1.785 auto's. De sneltram van Kayseri, Kayseray passeert dicht bij het stadion, waardoor toeschouwers een ander alternatief dan de bus of auto wordt geboden.

## Staf

### Technische staf
| Naam                | Nationaliteit | Functie           |
| ------------------- | ------------- | ----------------- |
| Markus Gisdol       | Duitsland     | Hoofdtrainer      |
| Guido Kandziora     | Duitsland     | Assistent-trainer |
| Mustafa Ünal        | Turkije       | Assistent-trainer |
| Kemal Dulda         | Turkije       | Assistent-trainer |
| Bora Sevim          | Turkije       | Keeperstrainer    |
| Hamit Sayıcı        | Turkije       | Keeperstrainer    |
| Mustafa Cebel Torun | Turkije       | Fitness trainer   |
| Murat Yüksel        | Turkije       | Fitness trainer   |
| Jakob Braun         | Duitsland     | Analist           |

### Medische & ondersteunende staf
| Naam            | Nationaliteit | Functie            |
| --------------- | ------------- | ------------------ |
|                 | Turkije       | Dokter             |
| Berkan Aslan    | Turkije       | Fysiotherapeut     |
| Emre Şengil     | Turkije       | Fysiotherapeut     |
| Eren Yıldırım   | Turkije       | Fysiotherapeut     |
| Deniz Çapan     | Turkije       | Masseur            |
| Ahmet Yıldız    | Turkije       | Masseur            |
| Emre Taşçı      | Turkije       | Diëtist            |
| Sedat Güzel     | Turkije       | Tolk               |
| Muammer Kaya    | Turkije       | Materiaalverzorger |
| Mehmet Şen      | Turkije       | Materiaalverzorger |
| Mustafa Yücegöğ | Turkije       | Materiaalverzorger |

## Selectie 2025/2026
| Doelmannen    |                        |                                        |
| 1             | Vlag van Turkije       | Onurcan Piri                           |
| 25            | Vlag van Nederland     | Bilal Bayazıt                          |
| 39            | Vlag van Turkije       | Mehmet Şamil Öztürk                    |
| Verdedigers   |                        |                                        |
| 3             | Vlag van Turkije       | Abdulsamet Burak                       |
| 4             | Vlag van Suriname      | Stefano Denswil                        |
| 5             | Vlag van Iran          | Majid Hosseini                         |
| 11            | Vlag van Turkije       | Gökhan Sazdağı                         |
| 17            | Vlag van Turkije       | Burak Kapacak (gehuurd van Fenerbahçe) |
| 23            | Vlag van Frankrijk     | Lionel Carole                          |
| 29            | Vlag van Turkije       | Kayra Cihan U19                        |
| 35            | Vlag van Turkije       | Batuhan Özgan U19                      |
| 54            | Vlag van Turkije       | Arif Kocaman                           |
| 77            | Vlag van Turkije       | Nurettin Korkmaz                       |
| Middenvelders |                        |                                        |
| 6             | Vlag van Iran          | Ali Karimi                             |
| 10            | Vlag van Portugal      | João Mendes                            |
| 16            | Vlag van Turkije       | Mehmet Eray Özbek                      |
| 21            | Vlag van Turkije       | Yiğit Emre Çeltik                      |
| 24            | Vlag van Turkije       | Dorukhan Toköz                         |
| 26            | Vlag van Turkije       | Baran Ali Gezek                        |
| 28            | Vlag van Turkije       | Ramazan Civelek                        |
| 37            | Vlag van Duitsland     | Gideon Jung                            |
| 79            | Vlag van Ghana         | Yaw Ackah                              |
| –             | Vlag van Turkije       | Berat Eskin                            |
| Aanvallers    |                        |                                        |
| 7             | Vlag van Portugal      | Miguel Cardoso                         |
| 20            | Vlag van Guinee-Bissau | Carlos Mané                            |
| 22            | Vlag van Albanië       | Indrit Tuci (gehuurd van Sparta Praag) |
| 30            | Vlag van Duitsland     | Aaron Opoku                            |
| 50            | Vlag van Turkije       | Berkan Aslan                           |
| 99            | Vlag van Turkije       | Talha Sarıarslan                       |

#### Verhuurde spelers 2025-2026
| Nr. | Nationaliteit | Naam                  | Naar club     |
| --- | ------------- | --------------------- | ------------- |
| 03  | Turkije       | Muhammed Eren Arıkan  | Erciyes 38 FK |
| 19  | Turkije       | Ahmet Kağan Malatyalı | Erciyes 38 FK |
| 38  | Turkije       | Ethem Balcı           | Erciyes 38 FK |
|     | Turkije       | Necip Özer            | Erciyes 38 FK |
| 11  | Turkije       | Alperen Öztaş         | Erciyes 38 FK |

## Resultaten

### Kayserispor in Europa
Uitslagen vanuit gezichtspunt Kayserispor
| Seizoen | Competitie    | Ronde | Land                 | Club                | Totaalscore | 1e W    | 2e W    | PUC |
| ------- | ------------- | ----- | -------------------- | ------------------- | ----------- | ------- | ------- | --- |
| 2006    | Intertoto Cup | 2R    | Vlag van Hongarije   | FC Sopron           | 4-3         | 3-3 (U) | 1-0 (T) | 0.0 |
|         |               | 3R    | Vlag van Griekenland | AE Larissa 1964     | 2-0         | 0-0 (U) | 2-0 (T) | 0.0 |
| 2006/07 | UEFA Cup      | 2Q    | Vlag van Albanië     | SK Tirana           | 5-1         | 2-0 (U) | 3-1 (T) | 3.0 |
|         |               | 1R    | Vlag van Nederland   | AZ                  | 3-4         | 2-3 (U) | 1-1 (T) | 3.0 |
| 2008/09 | UEFA Cup      | 1R    | Vlag van Frankrijk   | Paris Saint-Germain | 1-2         | 1-2 (T) | 0-0 (U) | 1.0 |

Totaal aantal punten voor UEFA coëfficiënten: 4.0

### Primeurs van Kayserispor
- Eerste Trainer: Erdoğan Gürhan
- Eerste Transfer: Muharrem Özkan
- Eerste Aanvoerder: Oktay Aktan
- Eerste Seizoen: 1966-67 / 2. Lig / Rode Groep (equivalent van het huidige 1. Lig)
- Eerste Wedstrijd: Kayserispor - Ankara Toprakspor: 1-0
- Eerste Goal: 17de minuut Yener Kurtgil (Kayserispor - Ankara Toprakspor)
- Eerste Elf: Muharrem, Tayfun, Oktay, Şevki, Nejat, Erdoğan, Orhan, Yener, İsmet, Numan, Celal
- Eerste Süper Lig Seizoen: 1973-74
- Eerste Europese Wedstrijd: 2006 / UEFA İntertoto Cup / Sopron - Kayserispor: 3-3
- Eerste Europese Goal: Sopron - Kayserispor / Gökhan Ünal 38ste minuut
- Eerste Topscorer: 2005-06 / Gökhan Ünal / 25 goals

## Erelijst
| Internationaal     |    |                        |
| UEFA Intertoto Cup | 1x | 2006                   |
| Nationaal          |    |                        |
| 1. Lig             | 4x | 1973, 1985, 1992, 2015 |
| Beker van Turkije  | 1x | 2008                   |

## Verbonden aan Kayserispor

### Voorzitters
| Periode    | Voorzitter         |
| ---------- | ------------------ |
| 1966-1971  | Rıfat Gönen        |
| 1971-1971  | Alpay Aktan        |
| 1971-1972  | Üveyis Molu        |
| 1972-1973  | Şaban Cenkçi       |
| 1973-1973  | Zafer Özden        |
| 1973-1973  | Üveyis Molu        |
| 1974-1975  | Erdal Yeğenağa     |
| 1975-1982  | Osman Erköse       |
| 1982-1982  | Adem Kaya          |
| 1982-1982  | Mustafa Elmaağaçlı |
| 1982-1983  | Osman Erköse       |
| 1984-1984  | Sami Yangın        |
| 1984-1986  | Mehmet Haymanalı   |
| 1986-1986  | İbrahim Timuçin    |
| 1986-1987  | Mehmet Haymanalı   |
| 1987-1988  | Osman Erköse       |
| 1988-1990  | Yaşar Öz           |
| 1990-1991  | Niyazi Bahçecioğlu |
| 1991-1992  | Ali İhsan Alçı     |
| 1992-1993  | Niyazi Bahçecioğlu |
| 1993-1994  | Şükrü Karatepe     |
| 1994-1996  | Mehmet Özhaseki    |
| 1996-1997  | Şükrü Karatepe     |
| 1997-2000  | Mehmet Özhaseki    |
| 2000-2000  | Enver Kemaoğlu     |
| 2000-2000  | Ahmet Demircioğlu  |
| 2000-2001  | Mehmet Özhaseki    |
| 2001-2003  | Mete Eke           |
| 2003-2003  | Recep Mamur        |
| 2003-2004  | Memduh Büyükkılıç  |
| 2004-2014  | Recep Mamur        |
| 2015-2015  | Bekir Yıldız       |
| 2015-2016  | Recep Mamur        |
| 2017-2019  | Dr. Erol Bedir     |
| 2019-2022  | Berna Gözbaşı      |
| 2022-2024  | Ali Çamlı          |
| 2024-heden | Nurettin Açıkalın  |

### Trainers
| - 1966-1968 Erdoğan Gürhan - 1968-1969 Şükrü Ersoy - 1969-1970 Nazım Koka - 1970-1971 Naci Özkaya - 1971-1972 Erdoğan Gürhan - 1972-1973 Yüksel Alkan en Sabri Kiraz - 1973-1974 Richard Bresford en Nazım Koka - 1974-1977 Tamer Güney - 1978-1979 Tamer Kaptan - 1979-1980 Tamer Güney - 1981-1982 Kadri Aytaç - 1983-1984 Fehmi Kuş - 1984-1985 Erkan Kural - 1985-1986 Gündüz Tekin Onay - 1986-1991 Candan Dumanlı - 1991-1993 Nevzat Güzelirmak - 1993-1994 Samet Aybaba en Kamuran Yavuz - 1994-1995 Nevzat Güzelirmak en Raşit Çetiner - 1996-1997 Samet Aybaba - 1997-1998 Gheorghe Mulţescu - 1998-1999 Fehmi Kuş - 1999-2001 Mustafa Çapanoğlu - 2002-2003 Celal Kıbrızlı, Reha Kapsal en Mustafa Çapanoğlu - 2003-2004 Levent Eriş en Oğuz Çetin | - 2004-2005 Hüsnü Özkara en Hikmet Karaman - 2005-2007 Ertuğrul Sağlam - 2007-2010 Tolunay Kafkas - 2010-2012 Sjota Arveladze - 2012-2014 Robert Prosinečki - 2014-2014 Jose Domingos Paciencia en Ertuğrul Seçme (interim) - 2014-2015 Mutlu Topçu en Cüneyt Dumlupinar - 2015-2016 Tolunay Kafkas - 2016-2016 Hakan Kutlu en Ertuğrul Seçme (interim) - 2017-2017 Sergen Yalçın - 2017-2017 Mesut Bakkal - 2017-2018 Marius Șumudică - 2018-2018 Ertuğrul Sağlam - 2018-2019 Hikmet Karaman - 2019-2019 Samet Aybaba - 2019-2020 Robert Prosinečki - 2021-2021 Yalçın Koşukavak - 2021-2022 Hikmet Karaman - 2022-2023 Çağdaş Atan - 2023-2024 Recep Uçar - 2024-2024 Burak Yılmaz - 2024-2025 Sinan Kaloğlu - 2025-2025 Sergej Jakirović - 2025-heden Markus Gisdol |

### Supportersverenigingen
Kapalı Kale is de grootste supportersvereniging van Kayserispor. De vereniging is gevestigd in Kocasinan, het centrum van de stad. Buiten Kayseri zijn er ook verenigingen in Ankara, Antalya, Gaziantep, Istanboel, Nevşehir, Niğde, Sivas en Nederland. Ahmet Dirgenali is de voorzitter van deze supportersvereniging.
In Nederland bestaat de Kayserispor Vereniging Nederland met standplaats Dordrecht.